# Муми-тролли (мультфильмы)
«Му́ми-тро́лли» — цикл советских кукольных мультфильмов, созданных на студии «Мульттелефильм» — ТО «Экран».
По мотивам повести Туве Янссон «Муми-тролль и комета»
Состоит из 3 фильмов:
- Фильм 1 — «Муми-тролль и другие» (1978) / 20 мин. 15 сек. / кукольный
- Фильм 2 — «Муми-тролль и комета» (1978) / 17 мин. 2 сек. / кукольный
- Фильм 3 — «Муми-тролль и комета: Путь домой» (1978) / 18 мин. 22 сек. / кукольный

## Создатели
- автор сценария: Людмила Петрушевская под псевдонимом А. Алтаев (1, 2, 3)[1]
- режиссёр: Аида Зябликова (1), Нина Шорина (2, 3)
- художник-постановщик: Инна Воробьёва (1), Людмила Танасенко (2, 3)
- оператор: Леонард Кольвинковский (1, 2), В. Венедиктов (3)
- композитор: Алексей Рыбников (1, 2, 3)
- звукооператор: Виталий Азаровский (1), Нелли Кудрина (2, 3)
- автор текста песен: Людмила Петрушевская (1, 2, 3)
- редактор: Валерия Коновалова (1, 2, 3)
- художники-мультипликаторы: А. Гришко, В. Кадухин, Ольга Дегтярёва
- монтажёр: Людмила Рубан (1, 3), Марина Трусова (2)

## Роли озвучивали
- Зиновий Гердт — Муми-тролль, Муми-папа, домовой, Морра, Ондатр, Снусмумрик (2, 3), Хемули, астроном, текст от автора
- Ольга Гобзева — Снифф
- Рина Зелёная — Муми-мама (в титрах не указана)
- Зинаида Нарышкина (1) — Фрёкен Снорк, Вифсла, Тофсла
- Юрий Яковлев — Снусмумрик (1)

## Выставки
- «Известия»: Умка, Муми-тролли, Винни-Пух и все-все-все стали экспонатами Выставка «Герои анимации». Александра Сопова 28.10.2012.
- «Большой Город» Музей кино. Зал 5 — Мультфильмы. в 2012 году в Москве появилась выставка «Шляпа волшебника». Выставка действовала в 2012—2015 годах. Также там присутствовал домовёнок Кузя из мультфильма «Домовёнок Кузя», дядюшка Ау из мультфильма «Дядюшка Ау» и Винни-Пух.